# Non uccidere (singolo)
Non uccidere è l'ottavo singolo del gruppo musicale italiano I Barrittas, pubblicato nel 1965, come estratto dal loro primo album I Barrittas.

## Descrizione
Esistono due edizioni di Non uccidere. La prima, estratta dal primo album del gruppo I Barrittas, è stata pubblicata nel 1965 dalla casa discografica Ariel con numero di catalogo NF 529 e reca sul retro il brano L'anellino, già pubblicato come retro anche del precedente singolo Su e giù. La seconda edizione, estratta dall'album La messa dei giovani, è stata pubblicata nel 1968 dalla casa discorgafica Bluebell Records con numero di catalogo BB 3201 e reca sul retro il brano Introito.

## Tracce
7" Ariel, 1965
1. Non uccidere
2. L'anellino

7" Bluebell, 1968
1. Non uccidere
2. Introito